# Leto (mitologia)
Leto (em latim: Letus/Letum) ou Morte (em latim: Mors) é na mitologia romana a personificação da morte. Comumente confundido com Orco (Vingança e Justiça), Dis Pater (Riqueza) ou Plutão (mundo inferior), Leto é uma divindade cultuada e temida desde antes da interação dos romanos com a cultura helênica no século II a.C. Mas, através desta, foi considerado irmão gêmeo de Somno (Sono), assim como são os deuses gregos Tânato e Hipnos.
Era mais temido do que venerado, sendo aos poucos esquecido com o passar dos séculos cristãos sobre Roma. Sua figura de gentil finalizador do sofrimento dos doentes e do ciclo da vida foi pouco relembrada durante o Renascimento, sendo também uma "deidade menor". Ainda assim, era também o deus do falecimento por causas naturais, ou seja, a boa morte.